# Erster Internationaler Chopin-Wettbewerb für das Spiel auf Instrumenten aus verschiedenen Epochen
Der Erste Internationale Chopin-Wettbewerb für das Spiel auf Instrumenten aus verschiedenen Epochen wurde vom „Fryderyk-Chopin-Institut“ organisiert und fand vom 2. bis zum 14. September 2018 in Warschau statt. 30 Pianisten aus neun Ländern wurden zur Teilnahme am Wettbewerb zugelassen, den der polnische Pianist Tomasz Ritter gewann.

## Instrumente
Die Idee des Wettbewerbs ist es, Chopins Musik auf Instrumenten zu spielen, für die sie komponiert wurde. Die Pianisten konnten eines von drei restaurierten Originalinstrumenten auswählen, auf dem sie während des Wettbewerbs spielten: Einen Érard (1837), einen Pleyel (1842) und einen Broadwood (1847–1848). Weiters standen zwei Kopien von Paul McNulty (Buchholtz, 1826 und Graf, 1819) zur Verfügung. Im Gegensatz zum Internationalen Chopin-Klavierwettbewerb für zeitgenössische Instrumente spielten die Pianisten einzelne Stücke auf verschiedenen Instrumenten.